# Nieuw-Rusland (confederatieproject)

Gebied onder controle van pro-Russische separatisten en het Russische leger

Door de Unie van Volksrepublieken opgeëist gebied (rood en bruin)

Vlag van Nieuw-Rusland

Nieuw-Rusland (Russisch: Новороссия, Novorossia) was een voorgestelde confederatie van de zelfbenoemde volksrepubliek Donetsk en de volksrepubliek Loegansk in het oosten van Oekraïne, die beide onder controle staan van pro-Russische separatisten.
De twee deelrepublieken van de voorgestelde confederatie hadden geen diplomatieke erkenning en werden door Oekraïne geclassificeerd als terroristische organisaties.
De naam was gebaseerd op het historische Nieuw-Rusland dat bestond in de 18e eeuw onder Catharina de Grote.
In mei 2015 werd besloten om het confederatieproject van volksrepublieken op te heffen. De reden zou zijn dat "het confederatieproject niet past in de Minsk-akkoorden". 
Het is niet bekend of het confederatieproject weer zou kunnen opstarten door de Russische invasie van Oekraïne in 2022. De Minsk-akkoorden zijn namelijk niet langer van toepassing wegens de controversiële erkenning van de zelfverklaarde volksrepublieken Donetsk en Loegansk door Rusland op 21 februari 2022.